# Говард Скотт Джентрі
Говард Скотт Джентрі (10 грудня 1903 — 1 квітня 1993) — американський ботанік визнаний провідним світовим вченим по вивченні агав.
Джентрі народився у місті Темекула у Каліфорнії. У 1931 році він отримав ступінь бакалавра із зоології хребетних у Каліфорнійському університеті в Берклі. У 1947 році Джентрі отримав ступінь доктора філософії з ботаніки у Мічиганському університеті, дисертація: The Durango Grasslands.
Джентрі провів свою першу польову експедицію у Західну Сьєрра-Мадре Мексики у 1933 році. Більшу частину наступних двадцяти років він присвятив вивченню та опису рослин у північно-західній Мексиці. З 1950 до 1971 року він працював у департаменті сільського господарства США. Джентрі провів ботанічні експедиції до Європи, Індії та Африки у пошуках рослин, корисних для людини. З 1971 року він був науковим ботаніком ботанічного саду у Фініксі. Він також зібрав багато ботанічних зразків для ботанічного саду Гантінгтона у Сан-Марино, Каліфорнія.
Його дослідження рослин регіону Ріо-Майо на північному заході Мексики у 1942 стало класикою для вивчення маловідомої території.
Крім чисто ботанічних робіт, він також цікавився етноботанікою, і його описи рослин включають інформацію про їх використання корінними народами.

## Окремі праці
- Río Mayo Plants of Sonora-Chihuahua (1942), later updated posthumously as Gentry's Rio Mayo Plants (University of Arizona Press, 1998) ISBN 0-8165-1726-6
- The Agave Family of Sonora (USDA, 1972)
- The Agaves of Baja California (California Academy of Sciences, 1978)
- Agaves of Continental North America (University of Arizona Press, 1982) ISBN 0-8165-2395-9

## Почесті
Види рослин, названі на честь Г. С. Джентрі
- (Asparagaceae) Agave gentryi B.Ullrich[4]

- (Annonaceae) Guatteria gentryi Maas & Erkens[5]

- (Apocynaceae) Malouetia gentryi M.E.Endress[6]

- (Aspleniaceae) Asplenium gentryi A.R.Sm.[7]